# Corypha
Corypha (sago palma), rod palmi smješten u tribus Corypheae, dio potporodice Coryphoideae. Postoji pet vrsta iz Australije i tropske Azije, ali ne pripadaju pravim sago palmama (rod Metroxylon).

## Vrste
1. Corypha lecomtei Becc. ex Lecomte
2. Corypha microclada Becc.
3. Corypha taliera Roxb.
4. Corypha umbraculifera L.
5. Corypha utan Lam.